# 羅摩奴闍
羅摩奴闍 （ 约1077年 – 1157年）是古印度印度教哲学家、古鲁和社会改革家。
他的主張和吠檀多不二論的支持者商羯罗略有不同。他承认梵是最高实体，但是反對最高实体没有任何属性的观点。